# Charlie Gonzalez
Charles A. "Charlie" Gonzalez, född 5 maj 1945 i San Antonio, Texas, är en amerikansk demokratisk politiker. Han representerade delstaten Texas tjugonde distrikt i USA:s representanthus som kongressledamot 1999-2013. Han efterträdde sin far Henry B. Gonzalez som var kongressledamot 1961-1999.
Gonzalez gick i skola i Thomas A. Edison High School i San Antonio. Han avlade 1969 kandidatexamen vid University of Texas at Austin och 1972 juristexamen vid St. Mary's University.
Gonzalez besegrade Maria Berriozabal i demokraternas primärval inför kongressvalet 1998. Han besegrade sedan republikanen James Walker i själva kongressvalet.